# Romênia nos Jogos Olímpicos de Inverno de 2010

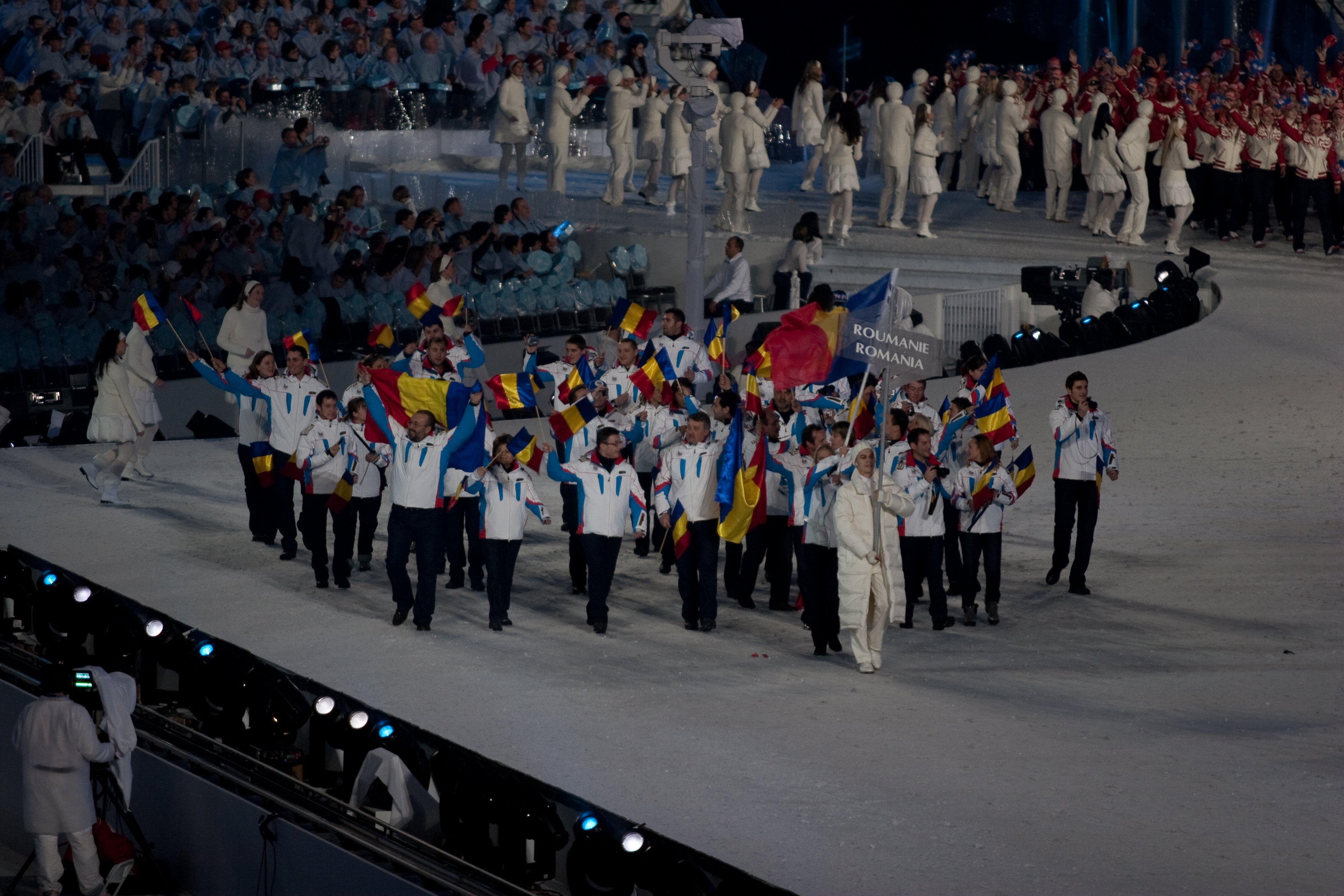
Delegação romena durante a cerimônia de abertura.

A Romênia participou dos Jogos Olímpicos de Inverno de 2010, realizados em Vancouver, no Canadá. O país estreou em Olimpíadas de Inverno em 1928 e participa regularmente desde os Jogos de 1964.

## Desempenho

### Biatlo
Feminino
| Atleta                                                | Evento            | Final     | Final       | Final   |
| Atleta                                                | Evento            | Tempo     | Penalidades | Posição |
| ----------------------------------------------------- | ----------------- | --------- | ----------- | ------- |
| Reka Ferencz                                          | Individual        | 48:54.9   | 4 (2+0+1+1) | 74º     |
| Dana Plotogea                                         | Velocidade        | 22:12.3   | 0 (0+2)     | 49º     |
| Dana Plotogea                                         | Perseguição       | 36:38.8   | 3 (0+0+2+1) | 52º     |
| Dana Plotogea                                         | Individual        | 51:01.1   | 7 (1+3+1+2) | 81º     |
| Mihaela Purdea                                        | Velocidade        | 21:52.2   | 1 (0+1)     | 39º     |
| Mihaela Purdea                                        | Perseguição       | 36:08.5   | 4 (1+0+0+3) | 49º     |
| Mihaela Purdea                                        | Individual        | 45:27.7   | 3 (0+2+0+1) | 41º     |
| Alexandra Stoian                                      | Velocidade        | 24:04.6   | 4 (3+1)     | 85º     |
| Éva Tófalvi                                           | Velocidade        | 20:45.1   | 0 (0+0)     | 14º     |
| Éva Tófalvi                                           | Perseguição       | 32:26.3   | 2 (0+1+0+1) | 19º     |
| Éva Tófalvi                                           | Individual        | 42:43.4   | 1 (0+0+0+1) | 11º     |
| Éva Tófalvi                                           | Largada coletiva  | 38:00.7   | 5 (0+1+2+2) | 24º     |
| Dana Plotogea Éva Tófalvi Mihaela Purdea Reka Ferencz | Revezamento 4x5km | 1:12:32.9 | 0+1 0+6     | 10º     |

### Bobsleigh
Feminino
| Atleta                            | Evento | Final      | Final      | Final      | Final      | Final   | Final |
| Atleta                            | Evento | 1ª corrida | 2ª corrida | 3ª corrida | 4ª corrida | Total   | Pos.  |
| --------------------------------- | ------ | ---------- | ---------- | ---------- | ---------- | ------- | ----- |
| Carmen Radenovic Alina Vera Savin | Duplas | 54.41      | 54.46      | 54.82      | 54.58      | 3:38.27 | 15º   |

Masculino
| Atleta                                                                 | Evento  | Final      | Final      | Final      | Final      | Final   | Final |
| Atleta                                                                 | Evento  | 1ª corrida | 2ª corrida | 3ª corrida | 4ª corrida | Total   | Pos.  |
| ---------------------------------------------------------------------- | ------- | ---------- | ---------- | ---------- | ---------- | ------- | ----- |
| Nicolae Istrate Florin Cezar Crăciun                                   | Duplas  | 52.19      | 52.41      | 52.40      | 52.43      | 3:29.43 | 11º   |
| Nicolae Istrate Ioan Danuţ Dovalciuc Ionuţ Andrei Florin Cezar Crăciun | Equipes | 52.05      | 52.00      | 52.34      | 52.50      | 3:28.89 | 15º   |

### Esqui alpino
Feminino
| Atleta       | Evento   | Corrida 1 | Corrida 2 | Total | Pos. |
| ------------ | -------- | --------- | --------- | ----- | ---- |
| Edith Miklos | Downhill |           |           | DNF   | DNF  |

Masculino
| Atleta           | Evento         | Corrida 1 | Corrida 2 | Total   | Pos. |
| ---------------- | -------------- | --------- | --------- | ------- | ---- |
| Ioan-Gabriel Nan | Slalom         | DNF       | DNF       | DNF     | DNF  |
| Ioan-Gabriel Nan | Slalom gigante | 1:23.86   | 1:26.15   | 2:50.01 | 49º  |
| Dragos Staicu    | Downhill       |           |           | DNF     | DNF  |

### Esqui cross-country
Feminino
| Atleta        | Evento                | Qualificatória | Qualificatória | Quartas-de-final | Quartas-de-final | Semifinal   | Semifinal   | Final       | Final       |
| Atleta        | Evento                | Tempo          | Pos.           | Tempo            | Pos.             | Tempo       | Pos.        | Tempo       | Pos.        |
| ------------- | --------------------- | -------------- | -------------- | ---------------- | ---------------- | ----------- | ----------- | ----------- | ----------- |
| Monika Gyorgy | 10 km livre           |                |                |                  |                  |             |             | 27:19.5     | 42º         |
| Monika Gyorgy | Perseguição combinada |                |                |                  |                  |             |             | 45:37.5     | 54º         |
| Monika Gyorgy | Largada coletiva      |                |                |                  |                  |             |             | 1:44:03.5   | 46º         |
| Monika Gyorgy | Velocidade            | 3:58.32        | 44º            | Não avançou      | Não avançou      | Não avançou | Não avançou | Não avançou | Não avançou |

Masculino
| Atleta                               | Evento                 | Semifinal | Semifinal | Final       | Final       |
| Atleta                               | Evento                 | Tempo     | Pos.      | Tempo       | Pos.        |
| ------------------------------------ | ---------------------- | --------- | --------- | ----------- | ----------- |
| Petrică Hogiu                        | 15 km livre            |           |           | 36:39.5     | 57º         |
| Petrică Hogiu                        | Perseguição combinada  |           |           | DNF         | DNF         |
| Paul Constantin Pepene               | 15 km livre            |           |           | 35:33.7     | 37º         |
| Paul Constantin Pepene               | Perseguição combinada  |           |           | 1:19:34.1   | 29º         |
| Paul Constantin Pepene Petrică Hogiu | Velocidade por equipes | 19:09.2   | 9º        | Não avançou | Não avançou |

### Esqui estilo livre
Feminino
| Atleta           | Evento    | Preliminar | Preliminar | Oitavas     | Quartas     | Semifinal   | Final       | Final       |
| Atleta           | Evento    | Tempo      | Pos.       | Posição     | Posição     | Posição     | Posição     | Pos.        |
| ---------------- | --------- | ---------- | ---------- | ----------- | ----------- | ----------- | ----------- | ----------- |
| Ruxandra Nedelcu | Ski cross | 1:23.04    | 33º        | Não avançou | Não avançou | Não avançou | Não avançou | Não avançou |

### Luge
Feminino
| Atleta              | Evento     | Final      | Final      | Final      | Final      | Final    | Final |
| Atleta              | Evento     | 1ª corrida | 2ª corrida | 3ª corrida | 4ª corrida | Total    | Pos.  |
| ------------------- | ---------- | ---------- | ---------- | ---------- | ---------- | -------- | ----- |
| Raluca Strămaturaru | Individual | 42.475     | 42.198     | 42.815     | 42.584     | 2:50.072 | 21º   |
| Mihaela Chiraş      | Individual | 43.494     | DNF        | DNF        | DNF        | DNF      | DNF   |

Masculino
| Atleta                      | Evento     | Final      | Final      | Final      | Final      | Final    | Final |
| Atleta                      | Evento     | 1ª corrida | 2ª corrida | 3ª corrida | 4ª corrida | Total    | Pos.  |
| --------------------------- | ---------- | ---------- | ---------- | ---------- | ---------- | -------- | ----- |
| Valentin Creţu              | Individual | 49.726     | 50.224     | 49.931     | 49.594     | 3:19.475 | 31º   |
| Cosmin Chetroiu Ionuţ Ţăran | Duplas     | 42.360     | 42.271     |            |            | 1:24.631 | 17º   |
| Paul Ifrim Andrei Anghel    | Duplas     | 43.007     | 42.466     |            |            | 1:25.473 | 20º   |

### Patinação artística
| Atleta         | Evento               | Programa curto | Programa curto | Programa longo | Programa longo | Total       | Total       |
| Atleta         | Evento               | Pontos         | Pos.           | Pontos         | Pos.           | Pontos      | Pos.        |
| -------------- | -------------------- | -------------- | -------------- | -------------- | -------------- | ----------- | ----------- |
| Zoltán Kelemen | Individual masculino | 51.95          | 29º            | Não avançou    | Não avançou    | Não avançou | Não avançou |

### Patinação de velocidade em pista curta
Feminino
| Atleta         | Evento      | Preliminar | Preliminar | Semifinal   | Semifinal   | Final       | Final       |
| Atleta         | Evento      | Tempo      | Pos.       | Tempo       | Pos.        | Tempo       | Pos.        |
| -------------- | ----------- | ---------- | ---------- | ----------- | ----------- | ----------- | ----------- |
| Katalin Kristo | 1500 metros | 2:36.022   | 4º         | Não avançou | Não avançou | Não avançou | Não avançou |

### Skeleton
| Atleta                | Evento   | 1ª corrida | 2ª corrida | 3ª corrida | 4ª corrida | Total   | Pos. |
| --------------------- | -------- | ---------- | ---------- | ---------- | ---------- | ------- | ---- |
| Maria Marinela Mazilu | Feminino | 57.10      | 57.03      | 58.14      | 57.65      | 3:49.92 | 19º  |

Legenda
| Recorde mundial      | Recorde mundial (World record)               |                       | Recorde africano                      | Recorde africano (African) |                                           | Q | Classificado por posição (Qualified) |
| Recorde olímpico     | Recorde olímpico (Olympic record)            | Recorde da América    | Recorde da América (Americas)         | q                          | Classificado por melhor tempo (Qualified) |   |                                      |
| Melhor marca do ano  | Melhor marca do ano (World leading)          | Recorde asiático      | Recorde asiático (Asian)              | DNS                        | Não largou (Did not start)                |   |                                      |
| Recorde nacional     | Recorde nacional (National record)           | Recorde europeu       | Recorde europeu (European)            | DNF                        | Não terminou (Did not finish)             |   |                                      |
| Recorde pessoal      | Recorde pessoal do atleta (Personal best)    | Recorde da Oceania    | Recorde da Oceania (Oceania)          | DSQ / DQ                   | Desclassificado (Disqualified)            |   |                                      |
| Recorde da temporada | Recorde da temporada do atleta (Season best) | Recorde sul-americano | Recorde sul-americano (South America) | NM                         | Sem marca (No mark)                       |   |                                      |